# Takachihoa truciformis
Takachihoa truciformis là một loài nhện trong họ Thomisidae. Chúng được Friedrich Wilhelm Bösenberg & Embrik Strand miêu tả năm 1906.

## Hình ảnh

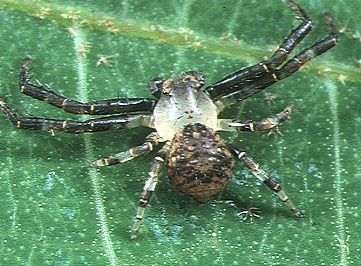